# Thomas Jefferson
Thomas Jefferson (n. 2/13 aprilie 1743, Colonia și Dominionul Virginia, Cele treisprezece colonii, Regatul Marii Britanii – d. 4 iulie 1826, Virginia, SUA) a fost al doilea vicepreședinte și al treilea președinte al Statelor Unite ale Americii (1801 - 1809), autor principal al Declarației de Independență (1776), și unul dintre cei mai influenți dintre „părinții fondatori” ai Statelor Unite.  Evenimentele majore din timpul președinției sale includ Louisiana Purchase (Achiziția Louisianei) (1803), Actul Embargoului din 1807⁠(d) și Expediția lui Lewis și Clark (1804 – 1806).
Thomas Jefferson a fost un filozof al politicii care a promovat liberalismul clasic, republicanismul și separarea bisericii de stat.  Jefferson a fost autorul lucrării Statutul Virginiei pentru libertatea religioasă⁠(d) (1779, 1786), care a fost baza scrierii Primului Amendament⁠(d) al Constituției Statelor Unite și totodată parte a seriei primelor zece amendamente ale Constituției Statelor Unite (cunoscute sub numele colectiv de The Bill of Rights, 1791).
Numele lui Jefferson a devenit omonimul conceptului de democrație jeffersoniană⁠(d), iar Thomas Jefferson a fost atât fondatorul, cât și liderul Partidului Democrat-Republican, care avea să domine scena politică americană pentru circa un sfert de secol, fiind precursorul Partidului Democrat de astăzi din Statele Unite.
Jefferson a fost de asemenea al doilea guvernator al Virginiei⁠(d) (1779 - 1781), primul secretar de stat (1789 - 1795), și al doilea vicepreședinte al Statelor Unite (1797 - 1801).
Ca o completare armonioasă a carierei sale politice, Jefferson a fost agricultor, arheolog, horticultor, arhitect, plantator, etimolog, paleontolog, criptoanalist, autor de studii, scriitor, statistician, avocat, inventator, violonist și fondator al Universității din Virginia⁠(en)[traduceți]. Thomas Jefferson este considerat ca fiind printre cei mai remarcabili ocupanți ai fotoliului de președinte al Statelor Unite ale Americii și printre cei mai de seamă patrioți ai revoluției americane. Pentru Jefferson, ruperea totală de Anglia însemna nu doar obținerea independenței, ci calea spre crearea unui nou tip de stat bazat pe principiile suveranității și egalității naturale a oamenilor.
Cu ocazia primirii a 49 de laureați ai premiului Nobel la Casa Albă, în anul 1962, președintele John Fitzgerald Kennedy a făcut o referire la Thomas Jefferson și la acei savanți spunând: "Cred că această [adunare] este cea mai extraordinară colecție de talente și de cunoștințe umane care a fost vreodată adunată în Casa Albă, cu excepția posibilă a [momentului] când Thomas Jefferson lua masa [de unul] singur," conform originalului în engleză: "I think this is the most extraordinary collection of talent, of human knowledge, that has ever been gathered at the White House, with the possible exception of when Thomas Jefferson dined alone."

## Legături externe
- White House biography
- Thomas Jefferson la conexiunea Biographical Directory of the United States Congress
- Thomas Jefferson Papers: An Electronic Archive at the Massachusetts Historical Society
- Thomas Jefferson collection at the University of Virginia Library
- The Papers of Thomas Jefferson, subset of Founders Online from the National Archives
- Jefferson, Thomas, Summary View of the Rights of British America (1774), online through World Digital Library
- The Thomas Jefferson Hour, a radio show about all things Thomas Jefferson
- The Papers of Thomas Jefferson at the Avalon Project
- Lucrări de Thomas Jefferson la Proiectul Gutenberg
- Opere de sau despre Thomas Jefferson la Internet Archive
- Lucrări de Thomas Jefferson la LibriVox (cărți audio aflate în domeniul public)
- Collection of Thomas Jefferson Manuscripts and Letters
- http://tjrs.monticello.org/letter/44